# Luiz Ignácio Maranhão Filho
Luiz Ignácio Maranhão Filho (Rio Grande do Norte, Natal, 25 de janeiro de 1921) foi advogado, jornalista e professor da Universidade Federal do Rio Grande do Norte, membro do Partido Comunista Brasileiro (PCB) e nomeado Deputado Estadual pelo Partido Trabalhista Nacional (PTN) em 1958. Em 1952, Luiz Ignácio foi preso pela primeira vez, no município de Parnamirim, pela Força Aeronáutica, onde sofreu diversas torturas. Após o início da Ditadura Militar Brasileira, Luiz foi preso e torturado novamente, permanecendo em cárcere até o fim de 1964, quando foi libertado e passou a viver clandestinamente. Desaparecido em São Paulo no dia 3 de abril de 1974, Luiz é mais um dos casos investigados pela Comissão da Verdade, órgão que apura mortes e desaparecimentos da ditadura.
Sua história constitui um capítulo do livro A História Militar do Brasil, de Nelson Werneck Sodré. Sua esposa, Odete Maranhão, professora universitária, foi a responsável por buscar informações em diversas delegacias, entidades e com autoridades, ao lado do advogado Aldo Lins e Silva, acerca do desaparecimento do marido. Ela contatou o professor Cândido Mendes, da Comissão Justiça e Paz, e conseguiu, inclusive, uma audiência com o então comandante do II Exército, o general Ednardo D'Ávila de Mello, entre outros.
Depois dos resultados do desaparecimento forçado de Luiz, Odete enviou uma carta ao Ministério da Justiça em janeiro de 1996 para "requerer o pagamento da indenização determinada pela mencionada Lei [nº 9.140/1995], ao tempo em que requer a localização dos restos mortais do de cujus [falecido cujos bens estão em inventário]". O caso do jornalista foi incluído pela Comissão Estadual da Verdade (CEV) “Rubens Paiva”, de São Paulo, em 2014, na lista de "presos políticos mortos por tortura ou dados como desaparecidos.

## Biografia
Luiz Inácio Maranhão Filho nasceu em Natal, no Rio Grande do Norte, no dia 25 de janeiro de 1921, filho de Luís Inácio Maranhão e Maria Salmé Carvalho Maranhão. Era irmão de Djalma Carvalho Maranhão, deputado federal e prefeito de Natal, que também era filiado ao PCB e durante a ditadura foi para o exílio no Uruguai. Luiz Ignácio era casado com Odete Roselli Garcia Maranhão. Era advogado e professor universitário, dava aulas no Atheneu Norte-Riograndense, na Fundação José Augusto e na UFRN e também colaborava como jornalista no Diário de Natal e na Revista Civilização Brasileira.
Entrou para o Partido Comunista Brasileiro (PCB) em 1945 e, em 1952, foi preso e torturado pela Aeronáutica, em Parnamirim (RN).
Em 1958, foi eleito Deputado Estadual pelo Partido Trabalhista Nacional, onde permaneceu no cargo até 1962. Cerca de dois anos depois, no início de 1964, Luiz Ignácio visitou a Cuba e, ao retornar para o Brasil, foi novamente preso e torturado, dessa vez em Fernando de Noronha, junto com Miguel Arraes, ambos cassados de direitos políticos.
Naquele mesmo ano, ao sair da prisão, Maranhão Filho passou a viver clandestinamente no Rio de Janeiro, onde atuou em comissões partidárias. Em 1967, foi eleito membro do Comitê Central do Partido Comunista, no VI Congresso do PCB.

## Desaparecimento
No dia três de abril de 1974, Luiz Ignácio Maranhão Filho foi preso em uma praça localizada na capital de São Paulo, desaparecendo em seguida. Seu caso foi analisado na Comissão Rubens Paiva, a quinta audiência da Comissão da Verdade de São Paulo. A Comissão revela que no dia três de abril de 1974, Luiz Ignácio Maranhão Filho se encontrou com Walter de Souza Ribeiro e João Massena Melo e, em seguida, os três desapareceram e nunca mais foram encontrados. Algumas pessoas presentes no momento do ocorrido relataram que Luiz Ignácio fora algemado e levado em uma locomoção destinado à presos, pertencente aos agentes do DOI-CODI do Segundo Exército, porém o desaparecimento nunca foi reconhecido.
Em maio daquele ano, sua esposa Odette Roselli denunciou através de uma carta que Luiz Maranhão estava sendo torturado pelo delegado do DOPS, Sérgio Paranhos Fleury. Sua denuncia foi encaminhada ao Movimento Democrático Brasileiro (MDB) e lida na Câmara Federal pelo Secretário-Geral do Partido, Deputado Thales Ramalho.
Após a denúncia pelo MDB, o Jornal do Brasil, divulgado no dia 15 de maio, dizia que o vice-líder da Aliança Renovadora Nacional (ARENA), deputado Garcia Neto, reafirmaria a disposição do governo em verificar a procedência dos desaparecimentos para para solucionar o caso, no entanto, tais atitudes nunca foram tomadas.
Odette Maranhão, junto de seu advogado Aldo Lins e Silva, buscou informações em diversas delegacias e entidades. Conseguiu uma audiência com o general Ednardo D’Avila, comandante do II Exército, que lhe disse ter procurado o coronel do Exército e Secretário de Segurança Pública Erasmo Dias e este lhe garantiu que o deputado não estava sob sua responsabilidade. A viúva de Luiz Ignácio conseguiu ainda fazer um apelo ao presidente Ernesto Geisel para que o caso fosse apurado com urgência, mas de nada adiantou. A Conferência Nacional dos Bispos do Brasil (CNBB)  e a Ordem dos Advogados do Brasil (OAB) também protestaram e exigiram respostas de Geisel.
Em entrevista para a revista IstoÉ, O psicanalista e um dos torturadores de muitos desaparecidos na ditadura Amílcar Lobo falou que presenciou o momento em que o deputado Luiz Maranhão foi torturado no Destacamento de Informações-Centro de Operações de Defesa Interna (DOI-CODI) do Rio de Janeiro. Seis anos após a revelação, o ex- sargento e ex-agente do DOI-CODI de São Paulo, Marival Dias, afirmou em uma entrevista para a revista Veja que fez parte de ao menos oito esquartejamentos de militantes do PCB, vendo seus corpos sendo jogados no Rio Novo, em Avaré. Ao falar das mortes que presenciou, Dias revelou que Luiz Ignácio e João Massena tomaram uma dose de injeção para matar cavalo em um centro clandestino. Em específico à morte de Luis, Marival ainda relatou que houve trucidamento feito por parte da segurança da ditadura. A ação faria parte da "Operação Radar", realizada pelos órgãos de repressão, com o objetivo de acabar com o PCB por meio da execução de seus dirigentes.
A casa onde as torturas e mortes aconteciam foi localizada na estrada que liga Itapevi a Barueri, próxima ao Rio Novo, região onde os corpos dos dirigentes foram atirados. A chamada Casa de Itapevi atuou sob o comando do DOI-CODI entre os anos de 1974 e 1975 com o tenente-coronel Audir Santos Maciel no poder.
Luiz Ignácio tinha 53 anos quando desapareceu. Ele é um dos onze membros do Comitê Central do PCB na lista de desaparecidos políticos pela ditadura militar de 1964. Segundo outros depoimentos de Marival Dias, dessa vez para a CNV, em 2013, na Casa de Itapevi também tinham sidos assassinados Hiran Pereira de Lima, Orlando da Rosa Silva Bonfim Júnior, João Massena Melo, Élson Costa, Itair José Veloso, Jayme Amorim Miranda e José Montenegro de Lima.
Entretanto, Cláudio Guerra, ex-delegado do DOPS do Espírito Santo, apresenta uma versão diferente do desaparecimento em depoimento a CVN em 2014, dizendo ter levado o corpo de Luiz Ignácio para a "Casa da Morte", na cidade de Petrópolis, no Rio de Janeiro, e após para a usina Cambahyba, onde teria incinerado o corpo.

## Anistia
Em 21 de setembro de 1978, Luiz Ignácio Maranhão Filho ganhou anistia após o Conselho Permanente de Justiça absolvê-lo, por prescrição penal, diversos membros do Partido Comunista acusados durante a ditadura militar.

## Morte
O Diário Oficial de Brasília, no número 232 de 5 de dezembro de 1995, reconheceu a morte de 136 desaparecidos políticos durante a ditadura. Estão na lista os militantes políticos desaparecidos entre 2 de setembro de 1961 e 15 de agosto de 1979. Luiz Ignácio era, então, declarado morto.
 Seu corpo não foi encontrado.

## Homenagens
Em 1993, acontece a criação do Instituto Prof. Luís Maranhão Filho, uma entidade vinculada à campanha de legalização do PCB no início da década de 80. Após a Lei dos Desaparecidos Políticos do Brasil ser sancionada no Brasil por Fernando Henrique Cardoso, o nome de Luís Maranhão Filho passou a constar na primeira relação dos mortos e desaparecidos políticos, onde a União é reconhecida e responsabilizada pela morte desses militantes.

Em 2011, o professor Antônio Capistrano, ex reitor da Universidade do Estado do Rio Grande do Norte (UERN) tentou realizar um evento em homenagem aos 90 anos de Luiz Ignácio Maranhão Filho, mas não foi possível. Em contrapartida, Antônio Capistrano redigiu um texto no Portal Vermelho em consagração ao natalense. Um trecho da homenagem exalta a importância da figura de Maranhão Filho: 
| “ | Para mim era motivo de orgulho, ainda muito jovem, iniciando a militância política, participar de reuniões com a presença de dirigentes do partido. Tínhamos uma verdadeira admiração pelos nossos líderes. Aqui, no estado, dois se destacavam - Dr. Vulpiano Cavalcanti, uma figura humana exemplar, médico nascido no Ceará, veio morar em Natal no final dos aos de 1930, aqui viveu até o fim da sua vida. Tive o privilégio de conhecê-lo e, como deputado estadual, de conceder-lhe o título de cidadão norte-riograndense, diploma entregue em uma bela sessão solene na Assembleia Legislativa em 1993. O outro, o camarada Luiz Maranhão, professor, advogado, jornalista, chefe de redação do Diário de Natal, homem das letras, um grande camarada. | ” |

Na capital do Rio Grande do Norte, Natal, há a Escola Municipal Luiz Maranhão Filho, localizada na Zona Oeste da cidade. 

A doutorado em História Social pela Universidade Federal do Rio de Janeiro (UFRJ), Maria Conceição Pinto de Góes, publicou, em 1999, o livro A aposta de Luiz Ignácio Maranhão Filho: cristãos e comunistas na construção da utopia, que reconstrói historicamente a sociedade brasileira, conforme a influência de importantes movimentos internacionais, dando foco na segunda década do século XX até os anos 70. 